# Чепига, Анатолий Владимирович
Анато́лий Влади́мирович Чепи́га (по документам прикрытия — Руслан Тимурович Боширов; род. 12 апреля 1978 или 5 апреля 1979, Николаевка, Амурская область) — российский деятель военной разведки, офицер Главного управления Генерального штаба Вооружённых сил Российской Федерации, полковник, Герой Российской Федерации (2014).
По данным властей США, Великобритании и Евросоюза, Чепига под псевдонимом Руслан Боширов в марте 2018 года участвовал в отравлении бывшего агента ГРУ Сергея Скрипаля и его дочери, осуществлённом с использованием боевого отравляющего вещества «Новичок». В связи с этим в 2018—2019 годах США и Евросоюз ввели против Чепиги персональные санкции за «применение химического оружия».
В апреле 2021 года полиция Чехии объявила Анатолия Чепигу (Руслана Боширова) и Александра Мишкина (Александра Петрова) в розыск. Чешские власти считают их причастными к осуществлению в 2014 году взрывов на складах боеприпасов на юго-востоке Чехии, приведших к гибели двух человек. На взорвавшихся складах хранились боеприпасы чешской фирмы, занимавшейся поставкой оружия на Украину.

## Биография
Согласно расследованию Bellingcat, Анатолий Владимирович Чепига родился 5 апреля 1979 года в селе Николаевка Амурской области. Отец — Владимир Максимович Чепига, в 1990-е годы работал директором и был соучредителем ЗАО специализированной передвижной механизированной колонны (СПМК) «Ивановская» в селе Березовке Ивановского района Амурской области, позднее перешёл на работу в воинскую часть. Мать — бухгалтер на одном из предприятий.
В детстве семья Анатолия Чепиги переехала в село Березовку Ивановского района Амурской области, где потом долгое время жила. В 1996 году Анатолий Чепига окончил Берёзовскую среднюю школу и в 18 лет поступил в Дальневосточное высшее общевойсковое командное училище имени маршала Советского Союза К. К. Рокоссовского (ДВОКУ), которое окончил в 2001 году с отличием. После получения образования, по данным The Insider, направлен на службу в 14-ю бригаду спецназа ГУ ГШ ВС России, в дальнейшем принявшую участие во Второй чеченской войне. Всего в командировках в Чечне был трижды.
По данным The Insider, после 2003 года Чепига переехал в Москву, где окончил Военную академию Министерства обороны России. Кроме того, издание утверждает, что он проходил службу в подразделении ГУ ГШ ВС, которое ранее было обнаружено украинским интернет-изданием «Inform Napalm» и делает вывод, что именно за участие в боевых действиях в Донбассе Чепига получил звание «Героя России».

## Возможная причастность Анатолия Чепиги к отравлению Сергея и Юлии Скрипаль

Мишкин — «Александр Петров» и Чепига — «Руслан Боширов»

Согласно журналистскому расследованию Bellingcat и The Insider, источников «BBC Russian», и по данным официальных баз российских паспортов, Анатолий Чепига и Руслан Боширов — одно и то же лицо. Руслан Боширов и Александр Петров обвиняются властями Великобритании в отравлении Сергея и Юлии Скрипаль и в отравлении Чарльза Роули и его партнёрши Дон Стёрджесс, позже скончавшейся.

Согласно информации «Bellingcat», в 2009 году Руслан Тимурович Боширов и Александр Евгеньевич Петров при получении новых паспортов «в связи с непригодностью» прежних были зарегистрированы в центральной базе ФМС по учёту данных граждан России. При этом записей о ранее выданных им паспортах в базах не было найдено. В документах Боширова и Петрова было оставлено пустым поле биографических данных с записью о некоем приложенном секретном письме, поставлена печать «Сведений не давать» и вписан номер телефона «195-79-66», зарегистрированного по адресу ГУ ГШ ВС и принадлежащего Министерству обороны России. Паспорта Петрова и Боширова отличались на одну цифру и были выданы в отделении УФМС 770001 по городу Москве, в котором, по утверждениям журналистов, свои документы получают высокопоставленные лица и силовики.
По данным Bellingcat и The Insider, в 2001 году Чепига получил паспорт, который был выдан ему ДВОКУ с местом прописки по адресу военной части ГУ ГШ ВС. В 2003 году он получил очередной паспорт, который не числится в базе МВД по учёту недействительных документов. Согласно выводам расследования, в период между 2003 и 2009 годами Чепига получил первый «подставной паспорт» на имя Боширова. Журналисты-исследователи пришли к выводу, что ли́ца с фотографии Чепиги среди выпускников ДВОКУ, его же в паспорте от 2003 года, Боширова от 2009 года и его же из загранпаспорта, обнародованного полицией Великобритании, похожи друг на друга с поправкой на возраст.
Пресс-секретарь президента России Дмитрий Песков в этой связи заявил, что «у нас на Красной площади бегает 15 сталиных и 15 лениных, и все чрезвычайно похожи на оригинал» и отказался в дальнейшем комментировать историю с Петровым и Бошировым. Официальный представитель МИД России Мария Захарова прокомментировала расследование у себя в «Фейсбуке». Она назвала данные расследования «дезинформацией», и заявила, что журналистам было «легче за ночь „взломать базу данных ФМС“, чем раздобыть хоть одно доказательство „причастности“ Петрова и Боширова к отравлению». В ответ на заявления Захаровой ряд журналистов отметил, что базы ФМС практически в открытую продаются на радиорынках.
По данным СМИ, в сентябре 2018 года ФСБ России начала проверку по факту утечки документов с личными данными Петрова и Боширова.
Журналисты Русской службы Би-би-си Елизавета Фохт и Андрей Сошников так сформулировали позицию российских властей и проправительственных СМИ по этому вопросу: «Утверждение 1: Чепига не был героем России», «Утверждение 2: Чепиге не могли доверить отравление Скрипалей», «Утверждение 3: Боширов и Чепига — это разные люди», «Утверждение 4: Отравление Скрипалей — это слишком мелко для Чепиги», «Утверждение 5: Расследование про Чепигу — вброс».

## Интервью Боширова и Петрова телеканалу RT и реакция на него (2018)
Отказываясь принимать нападение в Солсбери всерьёз, Владимир Путин смягчает его ужас и сеет сомнения. Чем больше ложь, тем лучше. Кое-кто может спросить: неужели русские будут фабриковать нечто столь очевидно неубедительное? И точно так же, как некоторые непоколебимые приверженцы конспирологических теорий выискивают странные тени на фотографии посадки на Луне, так же доверчивые или же злонамеренные будут утверждать, что обвинение по делу Скрипалей сфабриковано. <...> объяснения Москвы столь неуклюжи потому, что в самой России Путин привык делать то, что ему заблагорассудится, и не утруждает себя изобретением хоть сколько-нибудь достоверных и убедительных объяснений. Он просто смеётся над британцами.
Два человека, назвавшиеся Александром Петровым и Русланом Бошировым, дали интервью главному редактору телеканала RT Маргарите Симоньян, опубликованное 13 сентября 2018 года. Они заявили, что не являются сотрудниками ГРУ, и непричастны к отравлению Скрипалей. По их словам, они работают в фитнес-индустрии и приезжали в Солсбери в день отравления с целью осмотреть местные достопримечательности: Солсберийский собор и Олд-Сарум.
Премьер-министр Великобритании Тереза Мэй сочла заявления Петрова и Боширова о непричастности к отравлениям оскорбительными для британского общества. Интервью вызвало недоверие в западных СМИ. Так, The Daily Telegraph назвала его «чистым фарсом» и заявила, что «Россия любит насмехаться над своим противниками». В материале издания отмечалось, что Петров и Боширов «не очень похожи на страстных любителей старины», и что их слова о соборе, «знаменитом своим шпилем высотой 123 метра… и часами, … самыми старыми в мире…», скорее всего, «были заучены из статьи из Википедии». Также издание сочло «не очень убедительным в устах людей из России» утверждение Петрова и Боширова о том, что они быстро уехали из Солсбери из-за того, что там было «слишком много снега». Обозреватель The Times Бен Макинтайр назвал интервью Петрова и Боширова «прекрасным перформансом, составленным по чеховским лекалам», актёры которого не могли и предположить, что окажутся «на сцене», но были вынуждены это сделать после того, как Путин заявил об этом на Владивостокском форуме. По мнению Макинтайра, «Путинский режим поднаторел в маскировке или небольшом маскараде, а сталинская техника дезинформации построена на порождении неуверенности и сомнений, чему дуэтное выступление на RT было последним примером».
Интервью вызвало поток шуток российских интернет-пользователей.

## Персональные санкции США и ЕС против Анатолия Чепиги
19 декабря 2018 года США ввели против Чепиги персональные санкции, официально ассоциировав с ним псевдоним «Руслан Боширов». 21 января 2019 персональные санкции против Чепиги (Боширова) ввёл Евросоюз. В качестве причины введения санкций Совет ЕС указал хранение, перевозку и применение отравляющего вещества «Новичок» в Солсбери.

## Звание «Герой Российской Федерации»
По данным The Insider и Bellingcat в 2014 году президент России Владимир Путин присвоил Анатолию Чепиге звание Героя России «за участие в миротворческой миссии». По мнению The Insider и Bellingcat, речь может идти о военных действиях на Украине.
The Insider опубликовал фотографии мемориала выпускникам ДВОКУ — Героям Советского Союза и Российской Федерации за памятником К. К. Рокоссовскому на территории училища, где выбито имя «Чепига А. В.». На официальном сайте ДОСААФ Ивановского района Амурской области написано, что «в декабре 2014 года полковнику Чепиге А. В. за выполнение миротворческой миссии присвоено звание Героя РФ». О присвоении этого звания упоминается на портале выпускников ДВОКУ и в статье журналиста газеты «Суворовский натиск» Ольги Капштык. «Радио Свобода» совместно с Bellingcat опубликовало фотографию стенда «Выпускники-герои» ДВОКУ из социальной сети «Одноклассники», на котором «отчётливо виден Анатолий Владимирович Чепига, хорошо читаются его имя, фамилия и отчество». В интервью интернет-изданию Business FM и телеканалу «Дождь» председатель регионального отделения ДОСААФ Амурской области Александр Боржко, являвшийся командиром батальона курсантов ДВОКУ, в котором служил Чепига, подтвердил, что «Чепиге дали Героя России», хотя он и не знает, за что именно.
Пресс-секретарь Президента России Дмитрий Песков на вопрос журналистов о том, проводилась ли проверка сведений, представленных в расследовании BellingCat о том, что Владимир Путин награждал человека с таким именем, ответил следующее: «Да, проверили. У меня нет информации о том, что человек с таким именем награждался». На уточняющий вопрос о том, возможно ли такое, что человек получил награду, однако сведения об этом засекречены и по этой причине Песков не располагает такой информацией, тот ответил: «Ещё раз — мы бы не хотели продолжать вот эти дискуссии беспочвенные».